# Falémé
Falémé es una comuna o municipio del círculo de Kayes de la región de Kayes, en Malí. En abril de 2009 tenía una población censada de 10 158 habitantes.
Se encuentra ubicada al oeste del país y al noroeste de la región de Kayes, en la zona climática del Sahel, y cerca de la frontera con Senegal y Mauritania.